# Alexander Langlitz
Alexander Langlitz (* 15. Februar 1991 in Olgino, Kasachische SSR, Sowjetunion, heute Kasachstan) ist ein ehemaliger deutscher Fußballspieler.
Nachdem er in seiner Jugend für Vereine im Münsterland gespielt hatte, darunter Preußen Münster, wechselte er zum FC Schalke 04 und absolvierte im Jahr 2011 ein Spiel für die Profimannschaft. Im Jahr 2013 verließ Langlitz nach insgesamt vier Jahren den Verein aus Gelsenkirchen und spielte sieben Jahre bei Rot-Weiss Essen und bei Sportfreunde Lotte. Von 2020 bis zu seinem Karriereende 2023 stand er wieder bei Preußen Münster unter Vertrag. 

## Karriere
Langlitz, der mit seiner Familie im Alter von einem Jahr nach Deutschland gekommen war und im Münsterland aufwuchs, hatte beim BSV Ostbevern mit dem Fußballspielen begonnen, bevor er über die Stationen SG Telgte und Preußen Münster 2009 in die Jugendabteilung des FC Schalke 04 wechselte.
Ab der Saison 2010/11 gehörte Langlitz zum Kader der in der Regionalliga West spielenden zweiten Mannschaft. In seiner ersten Spielzeit kam er regelmäßig zum Einsatz, war aber nicht oft in der Startformation. Sein Debüt im Profifußball absolvierte Langlitz am 14. Dezember 2011 bei der Europa-League-Partie bei Maccabi Haifa. Kurz nach seiner Einwechslung gab er in der Nachspielzeit eine Vorlage, die Andreas Wiegel zum 3:0 verwertete. In der Reservemannschaft hatte Langlitz sich mittlerweile einen Stammplatz erarbeitet und kam zu 30 Einsätzen, wobei er in 29 Spielen in der Anfangself stand. Auch in der Saison 2012/13 hatte er einen Platz in der Stammelf inne und wurde dabei hauptsächlich als Innenverteidiger eingesetzt. Diese Spielzeit war die letzte von Langlitz im Trikot der Königsblauen, denn im Sommer 2013 folgte der Abschied nach vier Jahren in Gelsenkirchen.
Zur Saison 2013/14 wechselte er zu Rot-Weiss Essen. Zunächst hauptsächlich als rechter Außenverteidiger eingesetzt und später vermehrt als rechter Außenstürmer, absolvierte Langlitz insgesamt 27 Spiele im Ligabetrieb und schoss dabei zwei Tore. Rot-Weiss Essen – in der Saison 2006/07 als Zweitligist zuletzt im Profifußball – bewegte sich in dieser Spielzeit in der Regionalliga West über die ganze Saison im Mittelfeld der Tabelle und belegte zum Saisonende den neunten Tabellenplatz, wobei während der Saison ein Trainerwechsel erfolgte.
Im Sommertransferfenster der Saison 2014/15 wechselte er zu den Sportfreunden Lotte, wo er in seiner ersten Spielzeit sofort Stammspieler wurde und mit seiner Mannschaft den Westfalenpokal gewann. In seinem zweiten Jahr im Verein behielt Langlitz seinen Stammplatz und stieg mit den Sportfreunden Lotte in die 3. Liga auf. In der Saison 2016/17 sorgte Langlitz mit den Sportfreunden im DFB-Pokal für Furore, als sie die Bundesligisten Werder Bremen (2:1), Bayer Leverkusen (6:5 n. E.) und den Zweitligisten 1860 München (2:0) auf dem Weg ins Viertelfinale ausschalteten. Erst gegen den späteren Titelträger Borussia Dortmund schied man aus dem Wettbewerb aus (0:3). In der Liga waren die Sportfreunde Lotte nie in Abstiegsgefahr und belegten zwischenzeitlich einen Platz unter den ersten drei, wurden allerdings zum Saisonende Zwölfter. In der Saison 2017/18 verlor Langlitz zwischenzeitlich seinen Stammplatz, erkämpfte sich ihn aber später wieder zurück. Für die Sportfreunde Lotte – vor der Spielzeit wurde Trainer Ismail Atalan vom VfL Bochum abgeworben – war in dieser Saison mehr oder weniger Abstiegskampf angesagt und zum Ende der Spielzeit stand der 16. Tabellenplatz. Eine Saison später folgte schließlich der Gang in die Viertklassigkeit.
Im August 2020 schloss er sich dem Regionalligisten Preußen Münster an. Im Anschluss an den Aufstieg Preußen Münsters in die 3. Liga beendete er im Sommer 2023 seine Karriere. 

## Erfolge
- Westfalenpokal-Sieger: 2015, 2021
- Fußball-Regionalliga West-Meister: 2016, 2023
- Aufstieg in die 3. Liga 2016, 2023